# Saint-Clair-d'Arcey
 Saint-Clair-d'Arcey  là một xã của tỉnh Eure, thuộc vùng Normandie, miền bắc nước Pháp.